# Размерный эффект
Размерный эффект — изменение в свойствах материала объекта, когда хотя бы одно из линейных измерений этого объекта оказывается сравнимым с характерной длиной какого-либо физико-химического процесса в материале. Примерами таких характерных длин являются длина свободного пробега носителя заряда или длина волны де Бройля. Размерные эффекты бывают классическими и квантовыми.

## Классические размерные эффекты
К классическим размерным эффектам относятся:
- увеличение прочности нитевидных кристаллов с уменьшением поперечного диаметра в связи с отсутствием дислокаций на малых поперечных сечениях;
- изменение электро- и теплопроводности — наряду с другими кинетическими коэффициентами — в тонких проволоках, металлических и полупроводниковых плёнках, нитевидных кристаллах. Это изменение наблюдается при приближении характерного размера образца d к длине свободного пробега соответствующих (квази-)частиц: электронов проводимости, фононов, магнонов. Например, с уменьшением d возрастает удельное электрическое сопротивление из-за добавочного рассеяния квазичастиц на границах образца;
- магнитные эффекты в сильном магнитном поле, когда d приближается к диаметру орбиты электронов проводимости.

## Квантовые размерные эффекты
Квантовый размерный эффект для электронов проявляется в том случае, когда характерный размер d приближается к длине волны Бройля для электрона. В этом случае движение электрона оказывается квантованным по тому направлению внутри образца, соответствующему размеру d.